# Илмони, Эйнар
Эйнар Илмони (фин. Einar Ilmoni; 29 июня 1880, Лаппеэнранта — 4 марта 1946, Кангасала, Хяме) — финский художник.

## Детство и юность
Родители Эйнара — доктор медицинских наук (специалист в области хирургии) Аксель Яльмар Илмони и Фанни Вильгельмина Ханникайнен — были, как и он сам, художественно одаренными людьми.
Когда Эйнар был ещё ребёнком, семья проживала в городах Алавус и Тампере, но дети при этом посещали частную, общую для мальчиков и девочек школу в Хельсинки (SYK).
В 1896 году, в 16-летнем возрасте, Эйнар начал учёбу в Академии изящных искусств (изначально — Школа рисования Художественного общества Финляндии), которую закончил в 1902 году. Также в 1899 году Эйнар учился в Высшей школе искусств и архитектуры. Его учителями были Хелена Шерфбек и Альберт Эдельфельт.

## Карьера
После окончания академии у Эйнара не было финансовой возможности остаться в Хельсинки или уехать учиться заграницу, поэтому он обосновался в новом доме своих родителей в Кангасала. Эйнар жил в бедности и отказывался от заказных работ, если не видел в них содержания. Даже свои готовые работы он продавал неохотно. Будучи далеким от художественных кругов крупных городов, Эйнар не пользовался успехом среди грантодателей. И все же в 1924 году Эйнар получил от фонда имени Альфреда Корделини стипендию на учебную поездку в Италию.
В работах Илмони присутствует глубокая религиозность и покой. Он искусно рисовал, и в начале своей карьеры мало пользовался красками, из-за чего его работы считали бледными, невзрачными и анемичными. Его основными жанрами и темами были портреты, композиции с женщинами и детьми, пейзажи и тонкости природы, а также религиозные темы, например, ангелы. Картины Эйнара имели тональность внутреннего символизма и мечтательности. Йеста Стенман называл Илмони финским Кьеркегором художественного искусства.
Еще при жизни художника многие его работы были представлены в разных уголках Европы. Первая личная выставка Илмони прошла в 1917 году.

## Проблемы со здоровьем и смерть
Тяжелая аллергия не давала художнику работать в летние периоды, а проблемы с психическим здоровьем не раз доводили Илмони до психиатрической больницы. Эйнар страдал от депрессии и нервного срыва, вследствие чего провел несколько месяцев в психиатрической больнице города Таллбакка. Самой большой поддержкой Илмони, ведущему затворнический образ жизни, была его сестра Айно.
В 1946 году Илмони умер в возрасте 65-ти лет, так и оставшись одиноким. Его похоронили на старом кладбище города Кангасала, где в 1950 году в его честь был установлен памятник.